# Bukówka (powiat sandomierski)
Bukówka – kolonia w Polsce położona w województwie świętokrzyskim, w powiecie sandomierskim, w gminie Klimontów.
Położona nad rzeką Kopkrzywianką. Na południe od Klimontowa, graniczy z Rybnicą.